# Isaiah Horowitz
Isaiah ben Avraham HaLevi Horowitz em hebraico:  ישעיה בן אברהם הלוי הורוויץ‬, também conhecido como HaShelah HaQadosh em hebraico:  של"ה קדוש; titulo esse que recebeu após, sua obra mais conhecida Shenei Luḥot HaBerit em hebraico:  שני לוחות הברית (veja; abaixo) e também aparece grafado; Shnei Luchos Ha-Bris; abreviação Shlah (של"ה). Era um rabino cabalista e autor alemão; nascido em Praga (hoje na República Tcheca) por volta de 1555; morto em Safed por volta de 1630.

## Vida
Em tenra idade, ele acompanhou seu pai, Abraham Horowitz, para a Polônia e estudou com Solomon Rabbi Lebush em Cracóvia. Ele se casou com a filha de Abraham Maul, um rico morador de Viena, e parece ter desfrutado de circunstâncias confortáveis durante toda a sua vida, dedicando grande parte de sua renda à caridade e à aquisição de uma biblioteca. Ele logo se tornou um dos líderes nos assuntos comunais dos judeus da Polônia. Assim, ele aparece já em 1590 como um dos signatários da resolução, aprovado na feira de Lublin, que condenou a oferta de propinas para cargos rabínicos. Ele ocupou vários cargos rabínicos; seu filho menciona aqueles em Posen e Cracóvia; fontes contemporâneas mostram-no ter mantido o cargo de chefe dos rabinos do beth din em Dubno, Ostrog, Volhynia, Frankfort- on-the-Main (cerca de 1606) e Praga (1614). Ele deixou Frankfort-on-the-Main, provavelmente por conta dos tumultos de Fettmilch, em 1614; em Praga ele foi primeiro co-rabbi com Salomão Efraim de Lenczyza; Após a morte deste último, porém, ele se tornou rabino único.
Em 1621, após a morte de sua esposa, Horowitz foi para a Palestina, onde viveu durante o resto de sua vida. De acordo com visões cabalísticas, ninguém deveria viver na Palestina solteiro (a); Horowitz propôs casar-se com Eva Bacharach, que, no entanto, recusou. Horowitz, no entanto, casou-se novamente e deixou uma viúva e uma filhinha, a última das quais morreu logo depois dele. Embora várias congregações palestinas lhe oferecessem rabinos, ele preferiu ir a Jerusalém, onde chegou em 19 de novembro de 1621. Sua fama tentou o paxá a adotar um dos métodos usuais de extorsão praticados no Oriente: o paxá aprisionou o famoso rabino e segurou-o para o resgate (1625). Depois de ser libertado, Horowitz se estabeleceu em Safed, onde morreu.

## Obras e a Teologia
Horowitz escreveu os seguintes trabalhos: 
- (1) Emeḳ Berakah notas para o pai, sobre bênçãos, Cracóvia, 1597;
- (2) Yesh Noḥalin notas sobre a vontade ética de seu pai, ib. 1597, muitas vezes reimpresso;
- (3) Shene Luḥot ha-Berit, geralmente conhecido pela sigla "Shelah" (veja: abaixo), editado por seu filho Shabbethai Sheftel, Amsterdã, 1649:
- (4) Sha'ar ha-Shamayim, livro de orações, editado por seu bisneto Abraão ben Isaías Horowitz, ib. 1717,
- (5) notas sobre o compêndio de Mordecai ben Hillel, do qual apenas uma parte, com uma edição de "'Emeḳ Berakah", foi impressa pelo descendente do autor Shabbethai Sheftel Fränkel de Breslau, ib. 1787. Também: Um compêndio das leis do tefilin e suas anotações sobre o Ṭur e sobre o Zohar permaneceram em manuscrito. Vários hinos religiosos estão espalhados por suas obras, mas eles não têm valor poético.

### O Shelah
Das obras de Horowitz, o Shene Luḥot ha-Berit tornou-se o mais popular; ele, assim como seu autor, veio a ser conhecido como "Shelah ha Ḳadosh." Glückel de Hameln registra que, pouco depois de sua publicação, seu marido, Ḥayyim, leu-a em seu leito de morte. Aaron Bernstein, em seu romance Vögele der Maggid, mostra um dos personagens, Ḥayyim Mikwenitzer, encontrando tudo em seu "Santo Shelah."
Judeus piedosos extraíram consolo e instrução deste livro, que tem sido freqüentemente impresso de forma abreviada. Como o título indica, foi planejado como um compêndio da religião judaica. Suas divisões são, no entanto, muito pouco sistemáticas, e sua confusão de títulos e legendas dificulta a análise. 
As principais divisões estão sob o título "O Portão das Cartas" e compreendem: um compêndio de ética religiosa, organizado em ordem alfabética; uma divisão que lida com as leis dos dias santos e começa com uma seção intitulada Masseket Ḥullin, tratando em grande parte das leis de ẓiẓit, tefilin, mezuzá, etc., ordenando a observância rigorosa da Lei e enfatizando as lições morais derivadas de sua prática; outra divisão que trata das porções pentateucas semanais do ponto de vista Álakico, e de seus significados místicos e lições de moral; um ensaio sobre os princípios da lei rabínica intitulado Torah she-Be'al Peh, de algum valor científico.
Horowitz encontra lições místicas no número de dedos e ossos, números que indicam simbolicamente as Dez Sefirot e O Nome de Deus. Ele acredita estritamente que cada palavra encontrada na literatura rabínica; assim, ele deriva da lenda talmúdica da morte de Davi um argumento contra uma decisão encontrada no Shulḥan 'Aruk. Ele é muito rigoroso em questões de direito ritual. Seu livro contém igualmente muitos ensinamentos éticos de caráter exaltado.

###### Horowitz e Cabalá
Enquanto o livro de orações de Horowitz é cheio de idéias religiosas sinceras, é também uma apresentação de doutrinas cabalísticas. Assim, ele diz que a oração da manhã é um apelo à misericórdia divina, porque a luz crescente representa a bondade de Deus, enquanto a luz declinante da tarde representa a severa justiça de Deus. Abraão ordenou a oração da manhã, porque ele era a encarnação da misericórdia divina, e Isaac ordenou a oração da tarde, porque ele era a encarnação do poder divino. Horowitz citou extensivamente seus predecessores imediatos na literatura cabalística, especialmente de De Vidas, Cordovero e Isaac Luria. A fama do último nome atraiu Horowitz para a Palestina, onde ele esperava encontrar os discípulos do mestre e adquirir através deles alguns de seus ensinamentos esotéricos; seu próprio trabalho, no entanto, tornou-se muito mais popular do que os de qualquer outro discípulo. Pelo menos dez edições são conhecidas do Shene Luḥot ha-Berit, enquanto o seu livro de orações, embora não tantas vezes reimpresso, influenciou em grande parte todas as edições subseqüentes do ritual.